# كزافييه جيرارد
كزافييه جيرارد (بالفرنسية: Xavier Girard)‏ هو متزحلق نوردي مزدوج فرنسي، ولد في 14 فبراير 1970 في سان مارتان ديريس في فرنسا.

## وصلات خارجية
- كزافييه جيرارد على موقع الاتحاد الدولي للتزلج (التزلج النوردي المزدوج) (الإنجليزية)
- كزافييه جيرارد على موقع أوليمبيديا (الإنجليزية)